# Harmothoe crassicirrata
Harmothoe crassicirrata är en ringmaskart som beskrevs av Johnson 1897. Harmothoe crassicirrata ingår i släktet Harmothoe och familjen Polynoidae. Inga underarter finns listade i Catalogue of Life.